# Нор-Харберд
Нор-Харберд (вірм. Նոր Խարբերդ) — село в марзі Арарат, у центрі Вірменії. Село розташоване за 4 км на північний схід від міста Масіса, між Єреваном та селом Айнтапом.